# Matti Pitkänen
Matti Keijo Juhan Pitkänen (Ikaalinen, 20 december 1948) is een Fins langlaufer. 

## Carrière
Pitkänen won tijdens de Olympische Winterspelen  1976 de gouden medaille in de estafette, individueel eindigde Pitkänen als dertiende op de 50 kilometer. Tijdens de Wereldkampioenschappen langlaufen 1978 won Pitkänen de zilveren medaille op de estafette. Pitkänen won de bronzen medaille op de estafette tijdens de Olympische Winterspelen 1980.

## Belangrijkste resultaten

### Olympische Winterspelen
| Editie | Plaats      | Resultaten                       |
| ------ | ----------- | -------------------------------- |
| 1976   | Innsbruck   | 13e 50 km · estafette            |
| 1980   | Lake Placid | 6e 30 km · 11e 50 km · estafette |

### Wereldkampioenschappen langlaufen
| Jaar | Plaats      | Resultaten                                 |
| ---- | ----------- | ------------------------------------------ |
| 1976 | Innsbruck   | 13e 50 km · estafette                      |
| 1978 | Lahti       | 4e 15 km · 4e 30 km · 4e 50 km · estafette |
| 1980 | Lake Placid | 6e 30 km · 11e 50 km · estafette           |